# O (Damien Rice album)
O er debutalbummet fra den irske musiker Damien Rice. Det blev oprindeligt udgivet d. 1. februar 2002 i Irland og Storbritannien. Albummet er dedikeret til Rices ven Mic Christopher, der døde efter at have slået hovedet i et fald.
Rice ønskede at udgivet et album, uden om de store pladeselskaber, da han mente, at en kontrakt med et sådant selskab ville kunne tvinge ham til at skifte retning i sin musik uden selv at ville det.
Videoen til sangen "Volcano" nåede ind på VH1s Top 20 Video hitliste i oktober 2003 i USA.

## Spor
Alle sange skrevet og komponeret af Damien Rice. 
| Nr. | Titel | Længde |
| --- | --- | ------ |
| 1.  | "Delicate" | 5:12   |
| 2.  | "Volcano" | 4:38   |
| 3.  | "The Blower's Daughter"                                                                                              | 4:44   |
| 4.  | "Cannonball" | 5:10   |
| 5.  | "Older Chests" | 4:46   |
| 6.  | "Amie" | 4:36   |
| 7.  | "Cheers Darlin'" | 5:50   |
| 8.  | "Cold Water" | 4:59   |
| 9.  | "I Remember" | 5:31   |
| 10. | "Eskimo" (Hidden tracks "Prague" fra 7:07 til 13:00, og "Silent Night" fra 14:09 til 15:57, sunget af Lisa Hannigan) | 15:57  |